# 无双大蛇Z
《无双大蛇Z》是光荣旗下Omega Force开发的动作游戏，於2009年3月12日登陆索尼PlayStation 3，并于2009年11月27日推出Windows版。
《无双大蛇Z》是真·三国无双系列和战国无双系列的融合作品——无双大蛇系列的第三作，将《无双大蛇》和《无双大蛇 魔王再临》的所有内容合并移植到最新的游戏及平台上，并添加了新的角色和关卡。得益於次世代游戏机的强大机能，该游戏在當時为无双系列中同屏幕人数最多的一款。
該作的PlayStation 3日文版於2009年3月12日在日本和台湾地区发售，而PlayStation 3中文版则於2009年7月30日由台湾光荣推出，Windows中文版則於2009年12月24日開始發售。

## 游戏内容
由於《无双大蛇Z》是先前两部作品的结合之作，因此游戏操作方式也一沿其旧：玩家选择三名角色组成小队，并在某一关卡中使用。不过，游戏不少某些细节得以加强。但是刪減敵兵模組的狀況依舊。
PC版游戏画面较前一代有较大改观，且支持宽屏幕模式画面，同屏人数也明显增加。
本作中，第二玩家可以选择有别於第一玩家的角色队伍，而不像前两作一样，两名玩家必须使用相同的角色。
剧情模式也有部分改动，《无双大蛇Z》新增了12个关卡，使得剧情模式关卡的总数达到40个。而且剧情模式的关卡可以使用其他武将。
| 小队                       | 关卡         |
| -------------------------- | ------------ |
| 三藏法师、张郃、杂贺孙市   | 天水救出战   |
| 辨庆、妲己、卑弥呼         | 合肥攻防战   |
| 平清盛、源义经、辨庆       | 关原攻防战   |
| 孙悟空、三藏法师、卑弥呼   | 南中周游记   |
| 妲己、百百目鬼、牛鬼       | 五行山脱出战 |
| 三藏法师、庞统、前田利家   | 姉川合战     |
| 伊达政宗、辨庆、卑弥呼     | 三方原救出战 |
| 妲己、星彩、加西亚         | 贱岳合战     |
| 宁宁、服部半藏、风魔小太郎 | 江户城救出战 |
| 太公望、伏羲、女娲         | 赤壁合战     |
| 远吕智、伊达政宗、前田庆次 | 白帝城合战   |
| 真·远吕智、妲己、平清盛    | 古志城决战   |

### 新增内容
遊戏新增了以下的設置：
- 馬上攻擊可以發揮“天舞”效果
- 增加第4套服裝，在《真·三國無雙5》出場過的三國武將為他們的真三國無雙5的造型
- 每人的壁紙數增加為8張
- 劇情模式的一些關卡出現條件改變
- 部分煉成素材改到《无双大蛇》的關卡中，且一些《无双大蛇》和《魔王再临》的關卡難度改變
- 《无双大蛇》的“五丈原之戰”、“姉川之戰”、“小牧長久手之戰”、“合肥新城之戰”、“夷陵之戰”和《魔王再臨》的“山崎之戰”的音樂改變，另外還增加了遠呂智專屬音樂

## 角色
在无双大蛇系列前两作92名角色的基础上，《无双大蛇Z》再度追加了两名新角色。此外，百百目鬼和牛鬼原本在《魔王再临》中只能在对战模式和生存模式中使用，而在《无双大蛇Z》中则可使用於故事模式和剧情模式，并且改变了他们的动作模组 。
以下新增的角色：
辨庆（配音：诹访部顺一）
辨庆是日本平安时代末期的僧兵， 以其对源义经的忠诚和喜欢搜集武器的癖好而著称。武器为含有各种机关的巨型手，属於“力量型”角色。
三藏法师（配音：神田朱未）
三藏法师是著名中国古典小说《西游记》的主要人物。然而，与人们传统观念相违的是，《无双大蛇Z》中的三藏法师却是一名女性角色（不过在日本，三藏法师不是第一次以女性身份出现）。武器为可自由伸缩的水袖，属於“速度型”角色。
可在故事模式和剧情模式中使用的以下角色：
百百目鬼（配音：岡本寬志）
名稱來自日本的妖怪百百目鬼，遠呂智軍的獨眼妖魔，協助妲己至五行山釋放遠呂智的妖魔之一，属於“速度型”角色。
牛鬼（配音：藤本たかひろ）
名稱來自日本的妖怪牛鬼，遠呂智軍的巨漢妖魔，協助妲己至五行山釋放遠呂智的妖魔之一，属於“力量型”角色。
加上这四位新增角色，在《无双大蛇Z》中共有96名角色登场，成为当时登场人数最多的无双系列游戏。

## 发行
儘管《无双大蛇Z》沿袭了光荣一贯的移植作风，整体并无太多新意，但在日本销量依然看好，上市首日便获得了售出7.9万套的好成绩。

## 註释
1. ↑  . XBOX360玩家网. 2009-01-07  [2009-03-21]. （原始内容存档于2016-03-04） （中文（中国大陆））.
2. ↑  . Fami通. 2009-09-30  [2009-09-30]. （原始内容存档于2019-06-08） （日语）.
3. ↑  . 游戏城寨. 2009-01-11  [2009-03-21]. （原始内容存档于2009-02-03） （中文（中国大陆））.
4. ↑  . 台湾光荣. 2009-03-12  [2009-03-21]. （原始内容存档于2020-07-04） （中文（繁體））.
5. ↑  . 巴哈姆特. 2009-03-10  [2009-03-21]. （原始内容存档于2019-05-21） （中文（繁體））.
6. ↑  . 兔友网. 2009-02-26  [2009-03-21]. （原始内容存档于2009-02-12） （中文（中国大陆））.
7. ↑  . 太平洋游戏网. 2009-03-10  [2009-03-21]. （原始内容存档于2019-05-21） （中文（中国大陆））.
8. ↑  . 游狐网. 2009-01-18  [2009-03-21] （中文（中国大陆））.
9. ↑  . 家用电脑与游戏. 2009-01-08  [2009-03-21]. （原始内容存档于2009-02-12） （中文（中国大陆））.
10. ↑  . 游戏城寨. 2009-03-13  [2009-03-21] （中文（中国大陆））.[永久]